# Lijst van voetbalinterlands België - Griekenland (vrouwen)
Deze lijst van voetbalinterlands is een overzicht van alle officiële voetbalinterlands tussen de nationale vrouwenteams van België en Griekenland. De landen hebben tot nu toe tien keer tegen elkaar gespeeld.

## Wedstrijden
| №  | Plaats              | Datum             | Competitie           | Wedstrijd            | Uitslag |
| -- | ------------------- | ----------------- | -------------------- | -------------------- | ------- |
| 1  | Hasselt             | 17 april 1995     | Vriendschappelijk    | België − Griekenland | 0 − 0   |
| 2  | Herentals           | 19 april 1995     | Vriendschappelijk    | België − Griekenland | 3 − 0   |
| 3  | Amfissa             | 17 mei 1997       | Vriendschappelijk    | Griekenland − België | 0 − 3   |
| 4  | Livadeia            | 19 mei 1997       | Vriendschappelijk    | Griekenland − België | 1 − 2   |
| 5  | Livadeia            | 26 oktober 2013   | WK 2015 kwalificatie | Griekenland − België | 1 − 7   |
| 6  | Leuven              | 13 september 2014 | WK 2015 kwalificatie | België − Griekenland | 11 − 0  |
| 7  | Pylos               | 24 mei 2019       | Vriendschappelijk    | Griekenland − België | 1 − 2   |
| 8  | Iraklion            | 25 oktober 2024   | EK 2025 kwalificatie | Griekenland − België | 0 − 0   |
| 9  | Leuven              | 29 oktober 2024   | EK 2025 kwalificatie | België − Griekenland | 5 − 0   |
| 10 | Sint-Jans-Molenbeek | 26 juni 2025      | Vriendschappelijk    | België − Griekenland | 2 − 0   |

## Samenvatting
| Competitie        | Totaal gespeeld | Winst België | Gelijk | Winst Griekenland | Doelsaldo België – Griekenland |
| ----------------- | --------------- | ------------ | ------ | ----------------- | ------------------------------ |
| WK-kwalificatie   | 2               | 2            | 0      | 0                 | 18 − 1                         |
| EK-kwalificatie   | 2               | 1            | 1      | 0                 | 5 − 0                          |
| Vriendschappelijk | 6               | 5            | 1      | 0                 | 12 − 2                         |
| Totaal            | 10              | 8            | 2      | 0                 | 35 − 3                         |